# Adams Center (New York)
Adams Center statisztikai település az USA New York államában, Jefferson megyében. Lakosainak száma 1492 fő (2020. április 1.).

## Népesség
A település népességének változása:

| 2010 | 1 568 |
| 2020 | 1 492 |